# Yukio Hatoyama
Yukio Hatoyama (鳩山由紀夫?, Hatoyama Yukio; Tokyo, 11 febbraio 1947) è un politico giapponese, Primo ministro del Giappone dal 16 settembre 2009 all'8 giugno 2010.

## Biografia

### Famiglia e studi

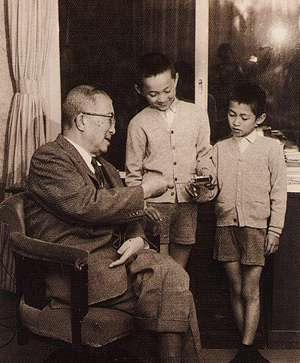
Ichirō Hatoyama e i due nipoti, Yukio e Kunio

Hatoyama è nipote dell'ex primo ministro del Giappone Ichirō Hatoyama e figlio dell'ex ministro degli esteri Iichirō Hatoyama. La madre Yasuko è una figlia di Shōjirō Ishibashi, fondatore della Bridgestone. Con il fratello Kunio Hatoyama appartiene alla quarta generazione di politici della famiglia Hatoyama. È di religione battista.
Laureatosi all'Università di Tokyo, ha conseguito un dottorato di ricerca in ingegneria gestionale presso la Stanford University.
Ha lavorato come assistente alla ricerca presso l'Università di Tokyo e in seguito presso l'università Senshu.

### Politica
Viene eletto per la prima volta nel 1986 alla Camera dei Rappresentanti tra le file del Partito Liberal Democratico giapponese. Nel 1993, lascia il Partito Jiminto e passa nel Nuovo Partito Sakigake e successivamente, nel 1998, fonda con il fratello Kunio il Partito Democratico.
Nel maggio del 2009, dopo le dimissioni di Ichirō Ozawa, viene eletto segretario del partito vincendo le primarie con 124 voti su 219.
La sua vittoria elettorale si verifica alle elezioni del 30 agosto 2009, dove il Partito Democratico consegue la maggioranza assoluta della Camera Bassa. Il 16 settembre 2009 Hatoyama è nominato 74º primo ministro del Giappone, il quinto in cinque anni, e ottavo cristiano (nel suo caso battista) ad assumere tale carica.
A pochi mesi dall'insediamento, il governo Hatoyama subisce ben presto un calo di popolarità, soprattutto dopo la manovra finanziaria da quasi mille miliardi di euro duramente attaccata dalla stampa giapponese e uno scandalo sulla corruzione nel quale Hatoyama risulta coinvolto.
L'11 maggio diviene un caso politico una camicia a quadretti multicolori indossata da Hatoyama, già fortemente impopolare. La stampa giapponese definisce l'episodio come "Disastro della moda", Fashion Disaster.
Il 2 giugno 2010 si dimette a causa della polemica riguardante il mantenimento della base militare statunitense a Okinawa. Durante la campagna elettorale che lo aveva portato al governo, Hatoyama aveva promesso che i militari statunitensi avrebbero lasciato l'isola dell'arcipelago giapponese; poiché questo non è accaduto, i socialdemocratici hanno deciso di lasciare la coalizione di centro-sinistra di Hatoyama.